# Сомов, Виктор Георгиевич
Виктор Георгиевич Сомов — советский хозяйственный, государственный и политический деятель.

## Биография
Родился в 1933 году в Донецке. Член КПСС.
С 1955 года — на хозяйственной, общественной и политической работе. В 1955—1993 гг. — советский и партийный работник в городе Донецке, первый секретарь Калининского райкома КПСС города Донецка, председатель исполкома Донецкого городского Совета, заведующий отделом Донецкого обкома КП Украины.
Делегат XXIV съезда КПСС.
Почётный гражданин Донецка.
Умер в Донецке в 2013 году.